# Lessertia dykei
Lessertia dykei är en ärtväxtart som beskrevs av Harriet Margaret Louisa Bolus. Lessertia dykei ingår i släktet Lessertia och familjen ärtväxter. Inga underarter finns listade i Catalogue of Life.